# Marian Cristescu
Marian Cristescu (*Bucarest, Rumania, 17 de marzo de 1985) es un futbolista rumano. Se desempeña en posición de centrocampista ofensivo y actualmente juega en el FC Dinamo de Bucarest que milita en la Liga I.

## Clubes
| Club                  | País    | Temporadas |
| --------------------- | ------- | ---------- |
| FC Rapid II București | Rumania | 2002-2004  |
| ŞF Attila Kun         | Rumania | 2004-2005  |
| Fotbal Club Brașov    | Rumania | 2005-2006  |
| FC Săcele (cedido)    | Rumania | 2006-2007  |
| Fotbal Club Brașov    | Rumania | 2007-2011  |
| Universitatea Cluj    | Rumania | 2011-2012  |
| FC Petrolul Ploiești  | Rumania | 2012-2013  |
| FC Astra Giurgiu      | Rumania | 2013-2015  |
| FC Dinamo de Bucarest | Rumania | 2015-      |

## Palmarés

### Campeonatos nacionales
| Título              | Club                                    | País    | Año                |
| ------------------- | --------------------------------------- | ------- | ------------------ |
| Copa de Rumania (2) | FC Petrolul Ploiești / FC Astra Giurgiu | Rumania | 2012/13 y 2013/14. |